# The Soul Sessions
Albums de Joss Stone
Mind, Body & Soul
Singles
The Soul Sessions est le premier album de Joss Stone. Il est sorti le 24 octobre 2003 en Angleterre et le 16 septembre 2003 aux États-Unis.
Les singles sont Fall In Love With A Boy et Super Duper Love.
Le titre Fell In Love With A Boy est une reprise de la chanson Fell In Love With A Girl du groupe The White Stripes.

## Liste des titres
1. The Chokin' Kind - 3:35
2. Super Duper Love (Are You Diggin' on Me?) - 4:20
3. Fell In Love With a Boy - 3:38
4. Victim Of A Foolish Heart - 5:31
5. Dirty Man - 2:59
6. Some Kind Of Wonderful - 3:56
7. I've Fallen in Love With You - 4:29
8. I Had a Dream – 3:01
9. All the King's Horses – 3:03
10. For the Love of You - 7:33